# On the Brink of the Precipice
On the Brink of the Precipice è un cortometraggio muto del 1913 diretto da Warwick Buckland.

## Trama
Degli acrobati salvano dal rapimento il bambino di un'aristocratica vedova.

## Produzione
Il film fu prodotto dalla Hepworth.

## Distribuzione
Distribuito dalla Hepworth, il film - un cortometraggio in due bobine - uscì nelle sale cinematografiche britanniche nel giugno 1913.
Si conoscono pochi dati del film che, prodotto dalla Hepworth, fu distrutto nel 1924 dallo stesso produttore, Cecil M. Hepworth. Fallito, in gravissime difficoltà finanziarie, il produttore pensò in questo modo di poter almeno recuperare il nitrato d'argento della pellicola.